# AOK Nordwest
Als AOK Nordwest – Die Gesundheitskasse (Eigenschreibweise: AOK NordWest) bezeichnet sich die Allgemeine Ortskrankenkasse für Westfalen, Lippe (Regierungsbezirke Arnsberg, Detmold und Münster des Landes Nordrhein-Westfalen) und Schleswig-Holstein. Sie ist ein Träger der gesetzlichen Krankenversicherung aus der Gruppe der Allgemeinen Ortskrankenkassen und eine Pflegekasse.

## Geschichte
Die AOK Nordwest entstand aus der Fusion zwischen der AOK Schleswig-Holstein und der AOK Westfalen-Lippe am 1. Oktober 2010.

### Geschichte der AOK Westfalen-Lippe

AOK in Recklinghausen

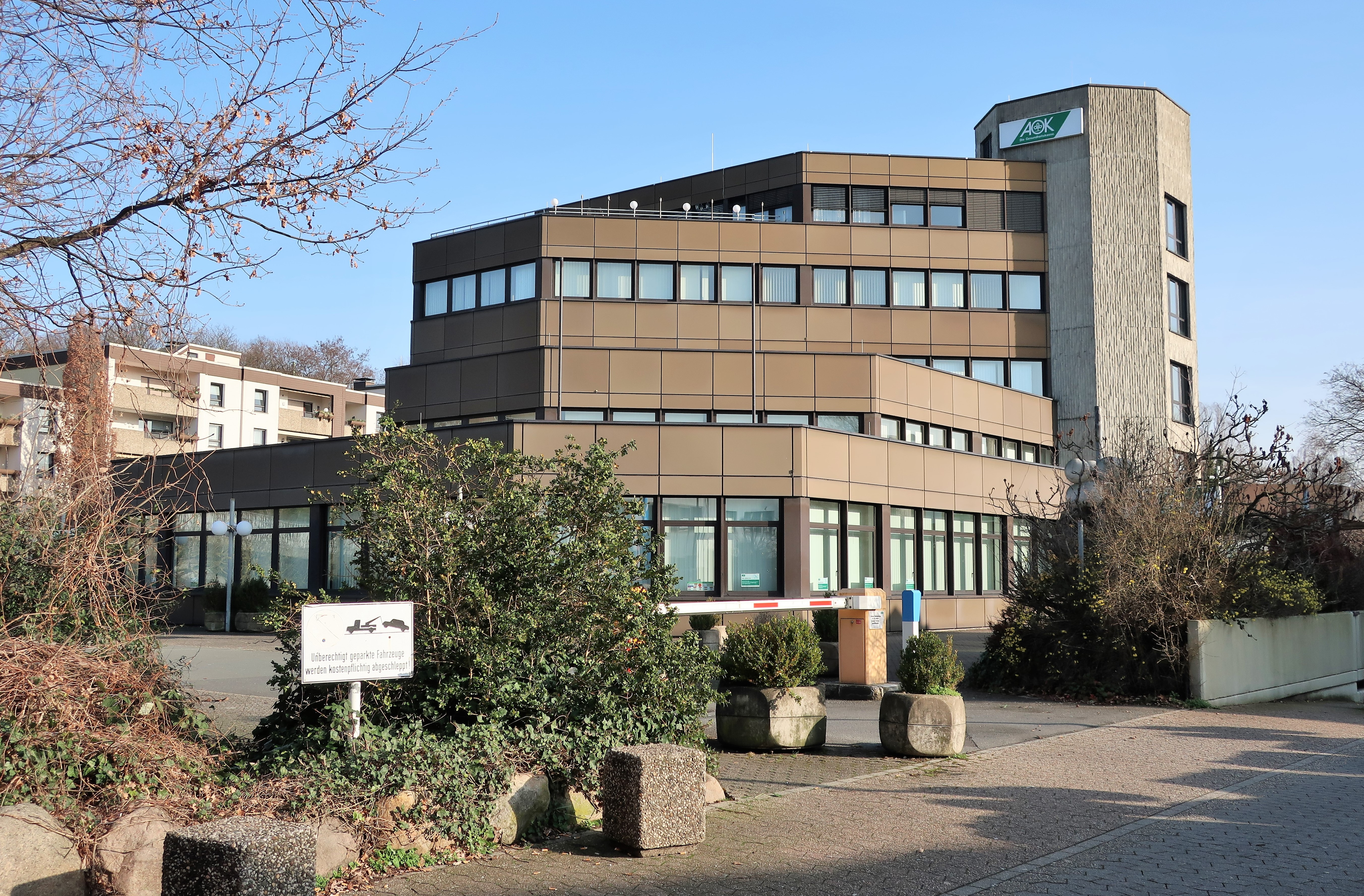
AOK Nordwest in Hagen

Die AOK Westfalen-Lippe wurde am 1. April 1994 gegründet und hatte ihren Sitz in Dortmund. Sie ging aus folgenden 27 allgemeinen Ortskrankenkassen hervor:
- AOK Bielefeld
- AOK Bochum
- AOK für den Kreis Borken
- AOK Bottrop
- AOK Coesfeld
- AOK Dortmund
- AOK Ennepe-Ruhr
- AOK Gelsenkirchen
- AOK Gütersloh
- AOK Hagen
- AOK Hamm
- AOK Herford
- AOK Herne
- AOK Hochsauerland
- AOK Höxter
- AOK Lippe
- AOK Lippstadt-Soest
- AOK Märkischer Kreis
- AOK Minden-Lübbecke
- AOK Münster
- AOK für den Kreis Olpe
- AOK Paderborn
- AOK Recklinghausen
- AOK Siegerland-Wittgenstein
- AOK Kreis Steinfurt
- AOK für den Kreis Unna
- AOK für den Kreis Warendorf

## Finanzen

### Beitragssatz
Seit 1. Januar 2009 werden die Beitragssätze vom Gesetzgeber einheitlich vorgegeben. Die AOK erhob bis 31. Dezember 2014 keinen einkommensunabhängigen kassenindividuellen Zusatzbeitrag und zahlte keine Prämie an ihre Versicherten aus. Ab dem 1. Januar 2015 erhob sie einen einkommensabhängigen Zusatzbeitrag in Höhe von 0,9 Prozent des beitragspflichtigen Einkommens. 2016 und 2017 lag der Zusatzbeitrag bei 1,1 Prozent, 2018 bis 2020 bei 0,9 Prozent. Seit 2023 werden 1,89 % zusätzlich erhoben.

### Haushaltsvolumen
Das Haushaltsvolumen der AOK Nordwest betrug im Geschäftsjahr 2019 rund 10,2 Milliarden Euro.